# 蘭桂坊
蘭桂坊（英語：Lan Kwai Fong），命名取其「蘭桂騰芳」之意，狹義上僅指位於香港中西區中環的一條呈L型的上坡小徑，廣義上則是指與德己立街、威靈頓街、雲咸街、和安里及榮華里構成的一個聚集大小酒吧、俱樂部、餐廳與零售商鋪的中高檔消費區。蘭桂坊又被劃分為中環蘇豪區的一部份，深受中產階級、外籍人士及遊客的歡迎，是香港的特色旅遊景點之一。
2010年，蘭桂坊獲得由中國大陸十大主流媒體合辦的「網友最喜愛的香港品牌評選」之「我最喜愛的香港蒲點」三甲。

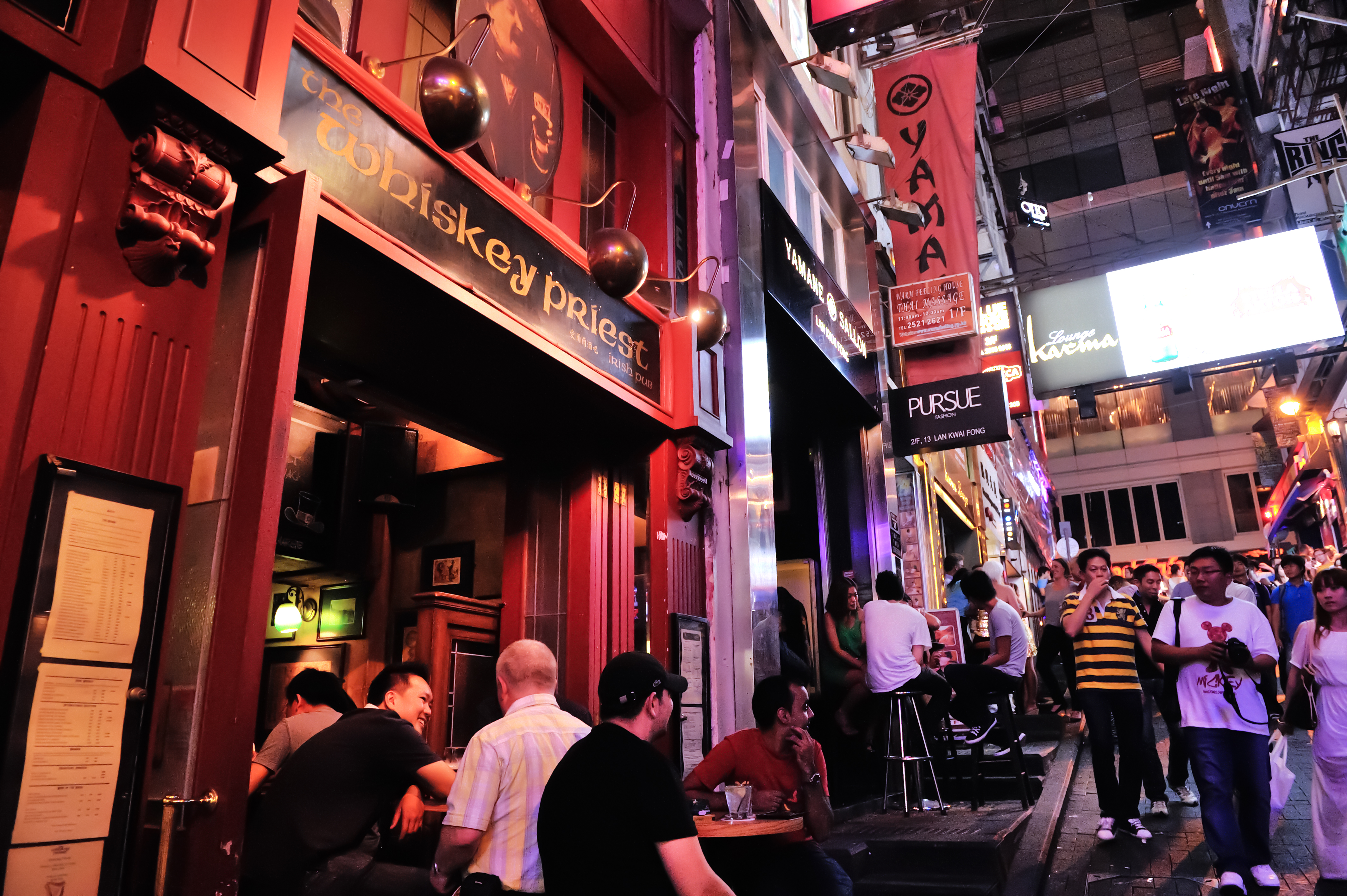
每逢周五假日，很多人下班後或晚飯後到來蘭桂坊與朋友知己喝一杯。

## 歷史掌故
19世紀時，該處為洋人集散地，因粵語中稱呼白人的俗語為「鬼佬」，故地名俗稱「爛鬼坊」，後因不雅而易名為今日之「蘭桂坊」；另一說法為廣東南海九江鄉里於香港發展時借用九江煙橋村蘭桂坊之名稱來命名。
原來居住了許多以「媒人」作職業的女士，所以被稱為「媒人巷」或「紅娘巷」。
迪斯可「Disco Disco」由Gordon Huthart於1978年12月23日在德己立街40號地庫設立。開張後加速了蘭桂坊一帶的發展，同時使它成為一個國際聞名的娛樂場所，受不少名人、演藝界人士及外籍人士歡迎。「Disco Disco」則於1986年結業。
在1983年，有「蘭桂坊之父」之稱，原籍加拿大的猶太商人盛智文獨具慧眼，有感在香港生活的外國人欠缺社交場所，同一時間又受到他自己成長之地滿地可的新月街 （法文：Rue Crescent；英文：Crescent Street）啓發，因此先開設一家餐廳，名為加利福尼亞(California)，再投資3,200萬港幣向經營建煌新記的江德仁家族購入整幢加州大廈（原稱德仁商業大廈，1973年落成），並將它翻新，變成西式餐館等多元化商廈，又向前立法局議員倪少傑購入加州娛樂大廈（原稱日豐大廈）。從此，西餐廳在蘭桂坊開始林立。
2009年盛智文選擇在內地城市成都打造一個蘭桂坊，但經濟成效未如預期理想，不過次年卻將加州大廈及加州娛樂大廈合併發展為單一樓宇，將個別分散區內的食肆、酒吧及健身中心整合於同一幢大廈，而樓高27層的加州大廈亦於2015年落成。

## 著名餐廳及酒吧
- AKA Japanese Cuisine & Lounge
- Al's Diner
- Beirut
- Bloop Shisha Lounge
- Brickhouse
- Beijing
- Casa Lisboa Portuguese Restaurant & Bar
- Club 97
- China
- Dragon-i
- Gold By Harlan Goldstein
- Grafitti
- Geronimo Shot Bar
- Hard Rock Cafe
- Hong Kong Brewhouse
- Insomnia
- Kee Club
- Kyoto Joe
- La Dolca Vita
- LUX
- Marlin
- Orsini Lounge
- PLAY
- Schnurrbart
- Stormies
- The Keg
- The Whiskey Priest
- Tokio Joe
- Volar
- Zentral

## 組織
蘭桂坊協會為區內非牟利商會，由超過100間位處區內各行各業商戶所組成，是為與政府的主要溝通橋樑，並旨在向香港及全世界推廣蘭桂坊獨有文化魅力。

## 萬聖節街頭派對
每年萬聖夜，市民和遊客都會盛裝打扮成不同的角色人物，來到蘭桂坊慶祝萬聖夜。這是全港唯一的免費戶外派對場地，天空掛滿特色的節日裝飾，齊集不同的猛鬼元素，打造獨一無二的「猛鬼街」。當日亦有模特兒化身恐怖厲鬼，與遊人拍照。區內餐廳酒吧亦舉行萬聖夜派對，推出特色萬聖夜套餐及特飲。

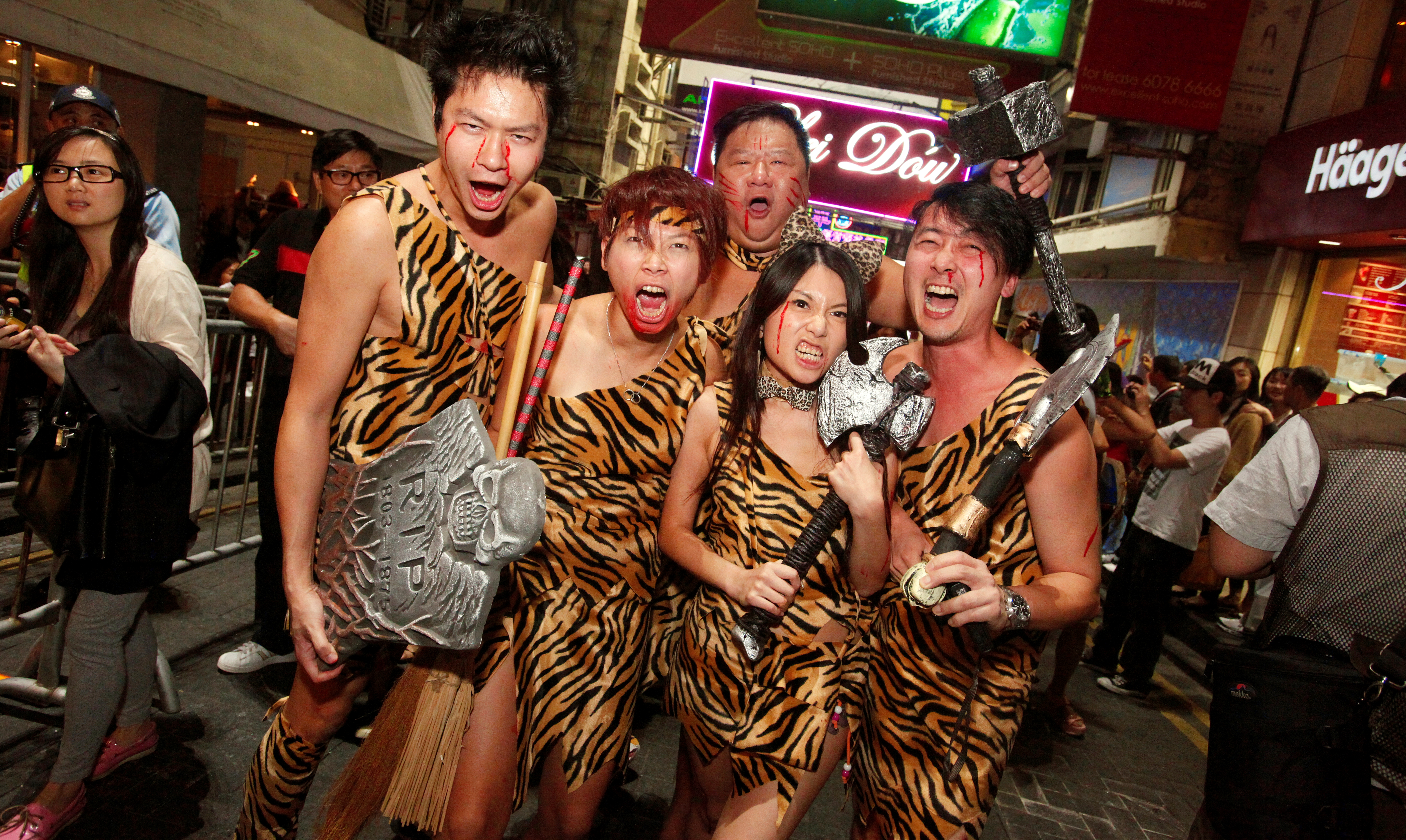
市民精心扮鬼扮馬，於蘭桂坊慶祝萬聖夜。
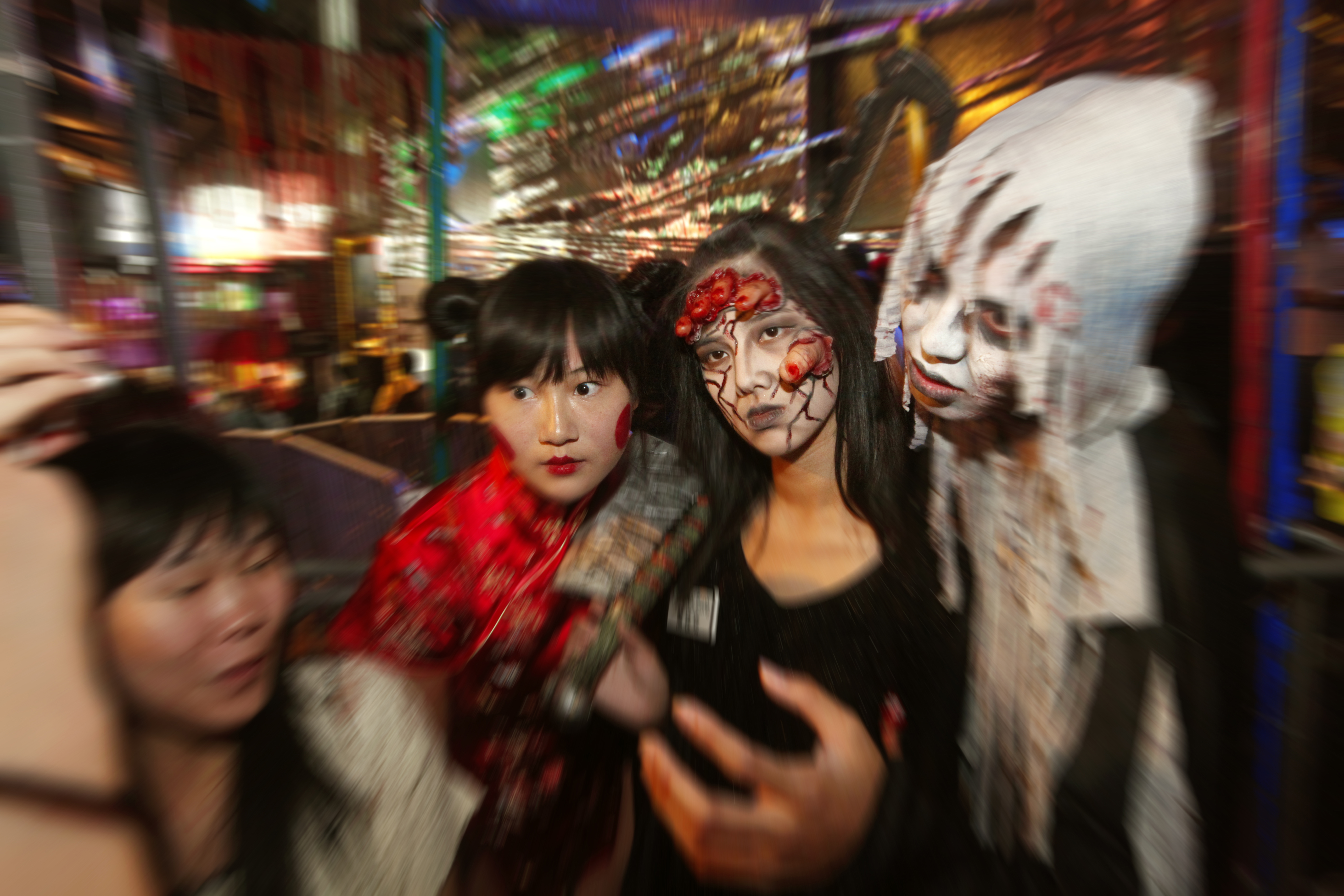
各種形式的鬼同時出現於蘭桂坊，展現中西共融。
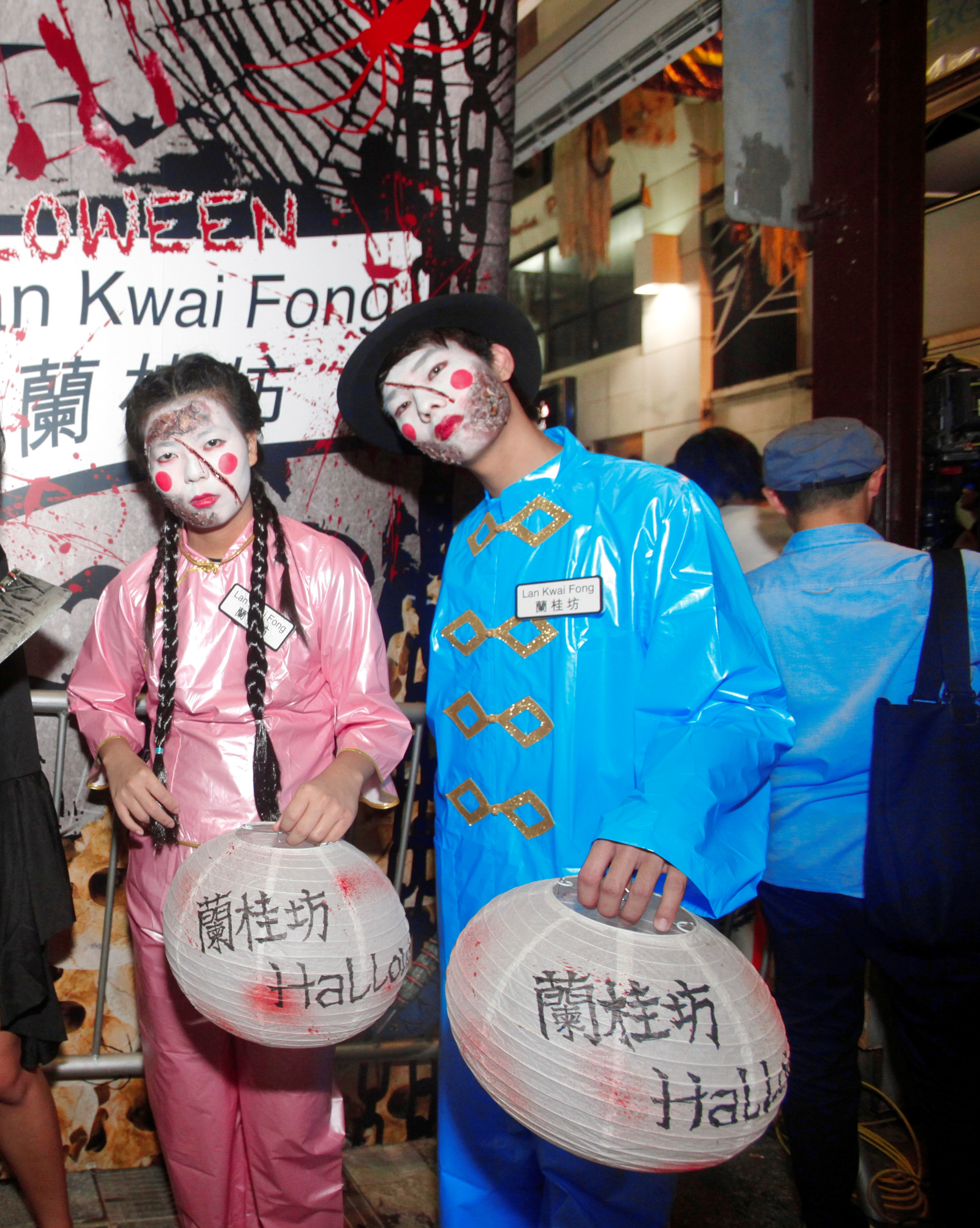
當日模特兒手持蘭桂坊紙燈籠，隨時出現於你左右。

## 聖誕節及新年慶祝活動
蘭桂坊區內大肆粉飾，配合華麗的裝飾佈置及悅目燈飾，把蘭桂坊改造成全港最大的戶外派對場地。區內各食肆酒吧推出節日派對活動及應節聖誕及新年套餐應市。聖誕節當天及除夕夜，街道上亦安排了聖誕女郎與遊人合照，留下美好回憶。

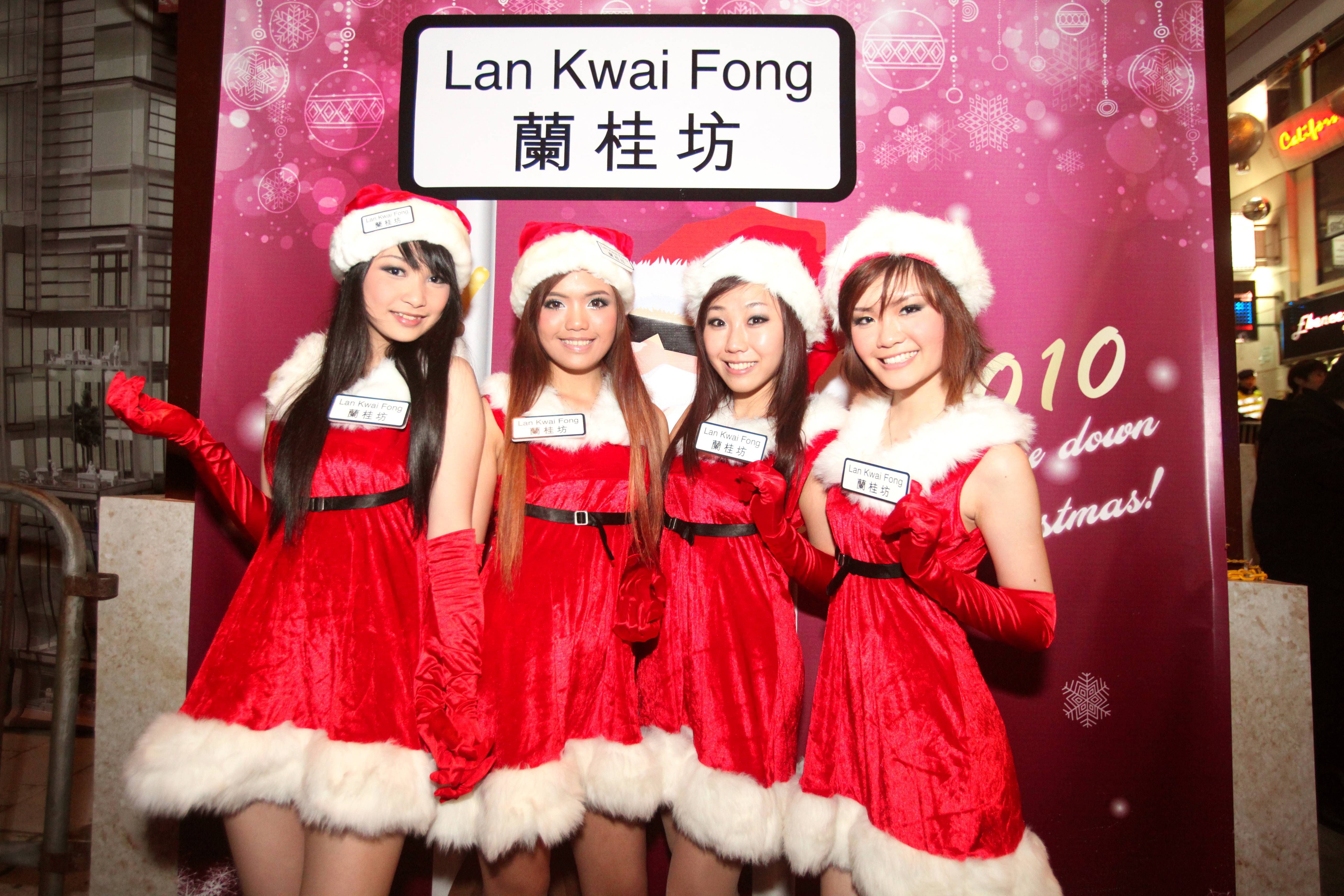
蘭桂坊聖誕女郎伴你過聖誕！
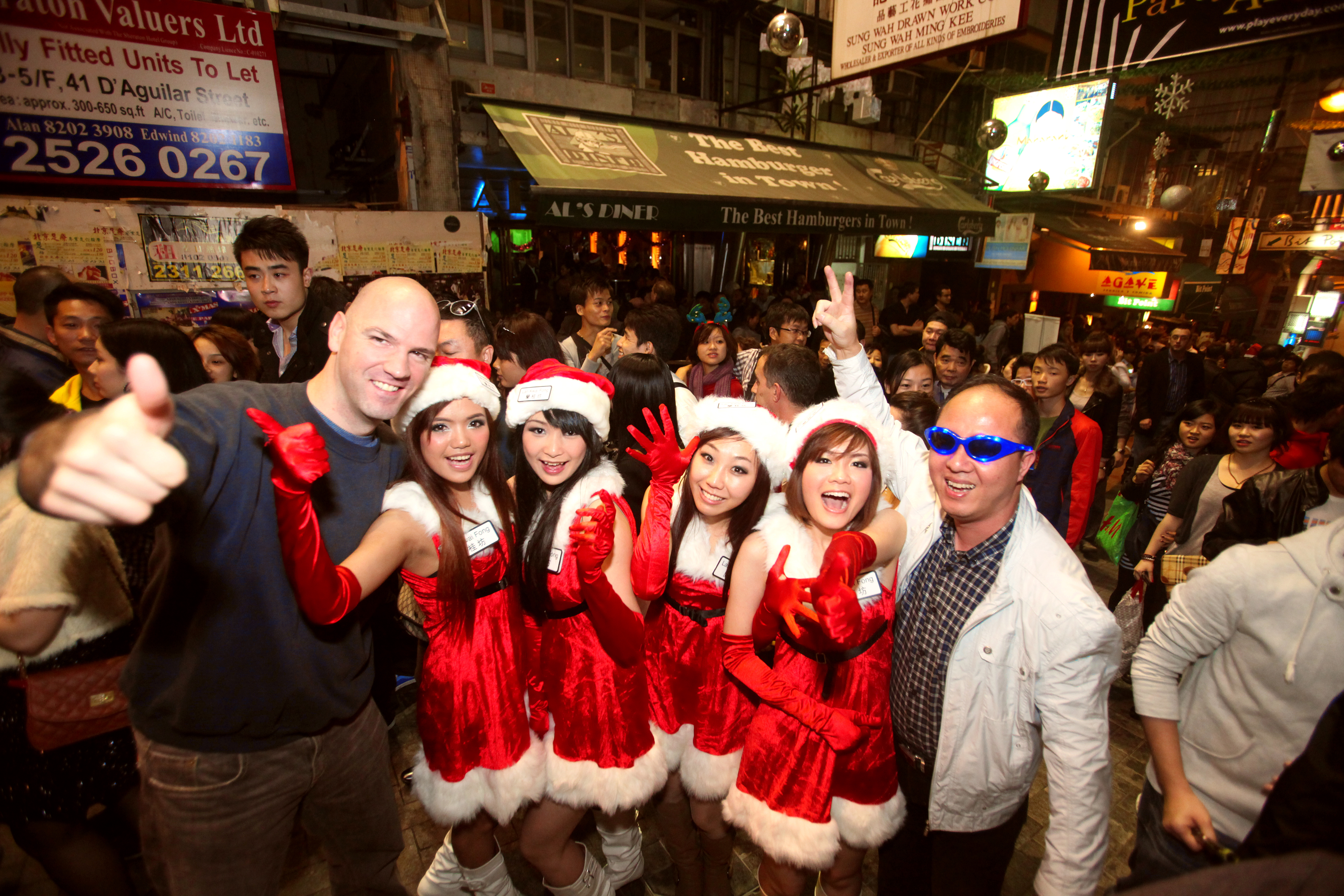
市民與蘭桂坊聖誕女郎拍照，留下美好回憶。
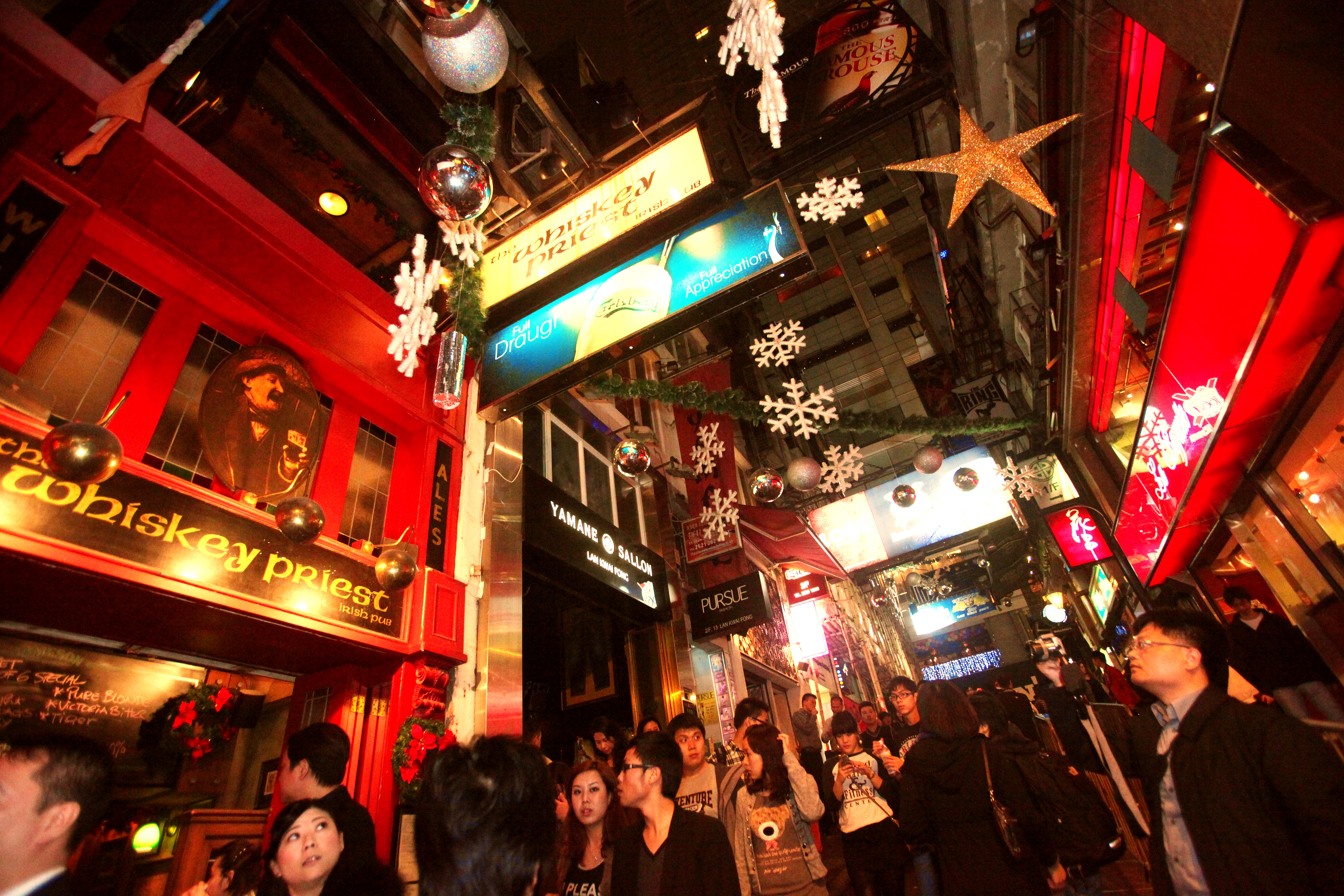
蘭桂坊街上都掛滿聖誕裝飾，營造歡樂節日氣氛。
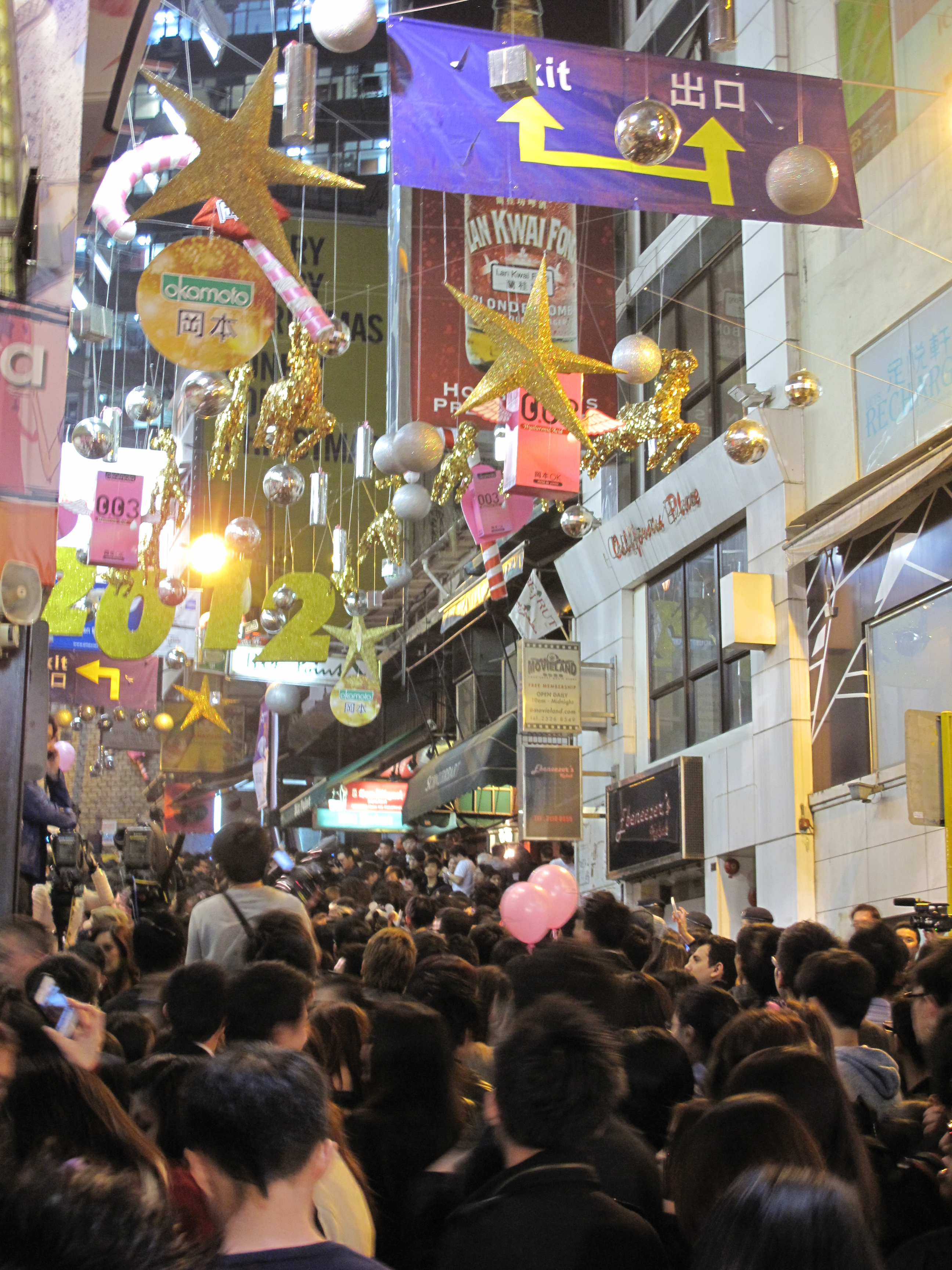
市民於聖誕節及除夕夜都聚首蘭桂坊，參與聖誕派對！
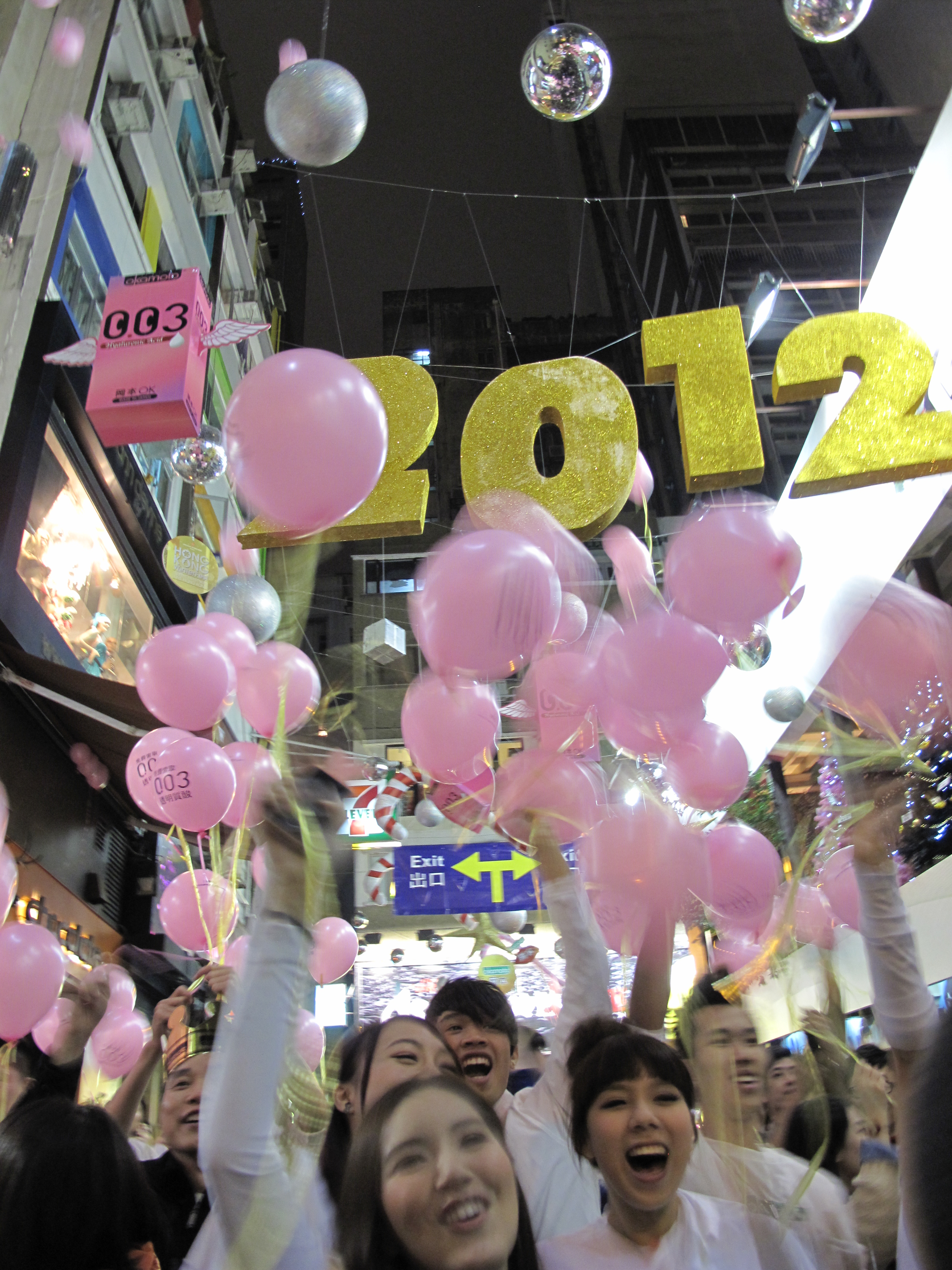
除夕當晚，市民於蘭桂坊齊放氣球，迎接新一年！

## 蘭桂坊嘉年華
蘭桂坊嘉年華是由蘭桂坊協會一年一度舉行的大型戶外活動，由2002年開始舉辦，一般會於每年11月的其中一個周末舉行。每逢嘉年華的周末，蘭桂坊將會設置有多個特色攤位，分別發售由區內餐廳和酒吧製作的各國小食和特飲；同時有珠串、手工藝術品、飾物、T-恤等紀念品精品發售；還有各適其適的互動遊戲攤位。世界各地的專業表演者，包括巴西森巴熱舞女郎、非洲敲擊樂手、歐洲嘉年華的街頭表演藝人將組成巡遊隊伍，穿梭於人群當中。
每年的嘉華年會與慈善團體合作，設立攤位遊戲，為有需要的一群籌款。
和安里會設計成兒童街，街上設置多個益智遊戲攤位。在露天劇場的舞台上，上演特別為小朋友炮製的娛樂節目及表演。

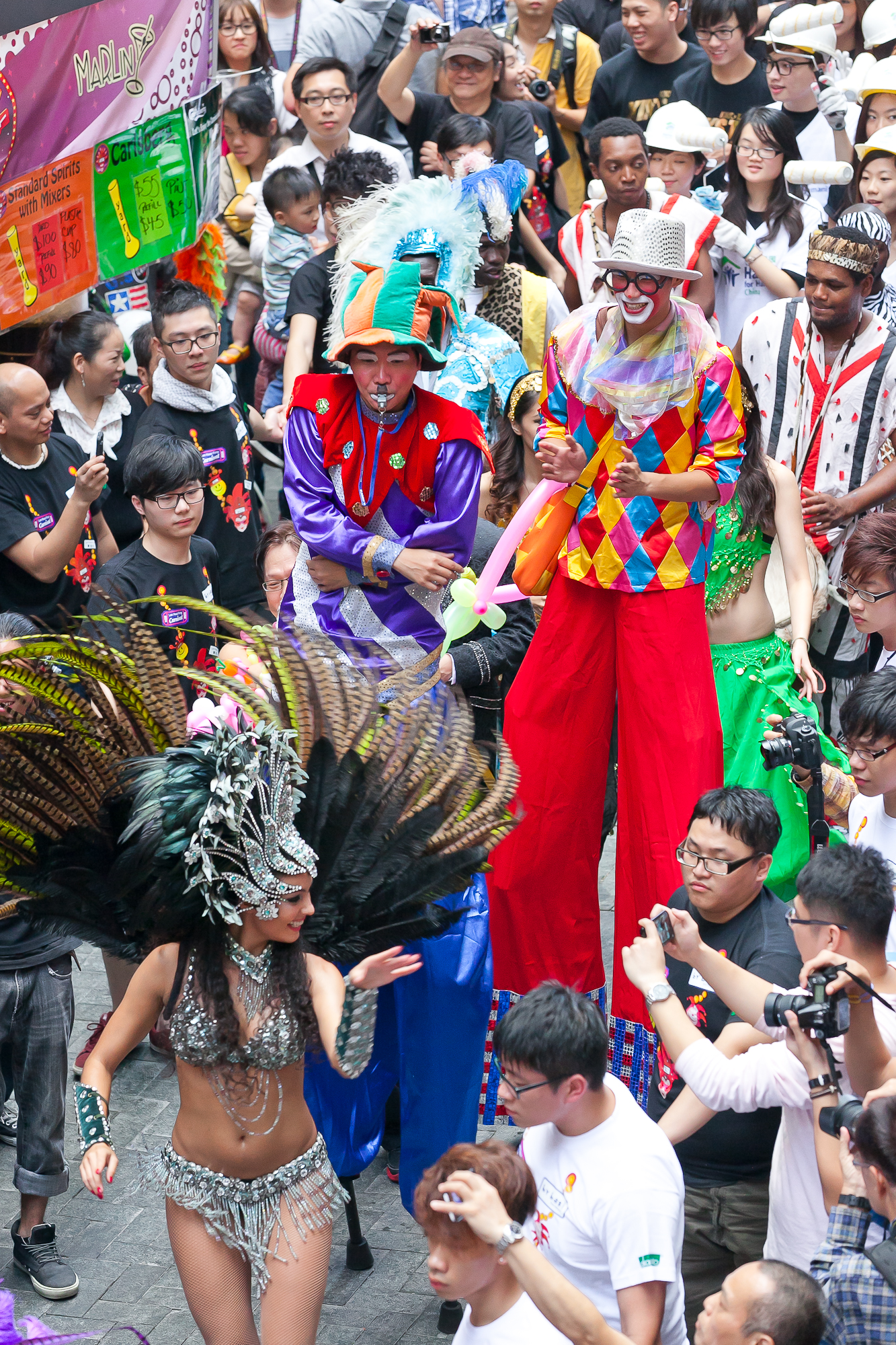
蘭桂坊嘉年華巡遊盛況
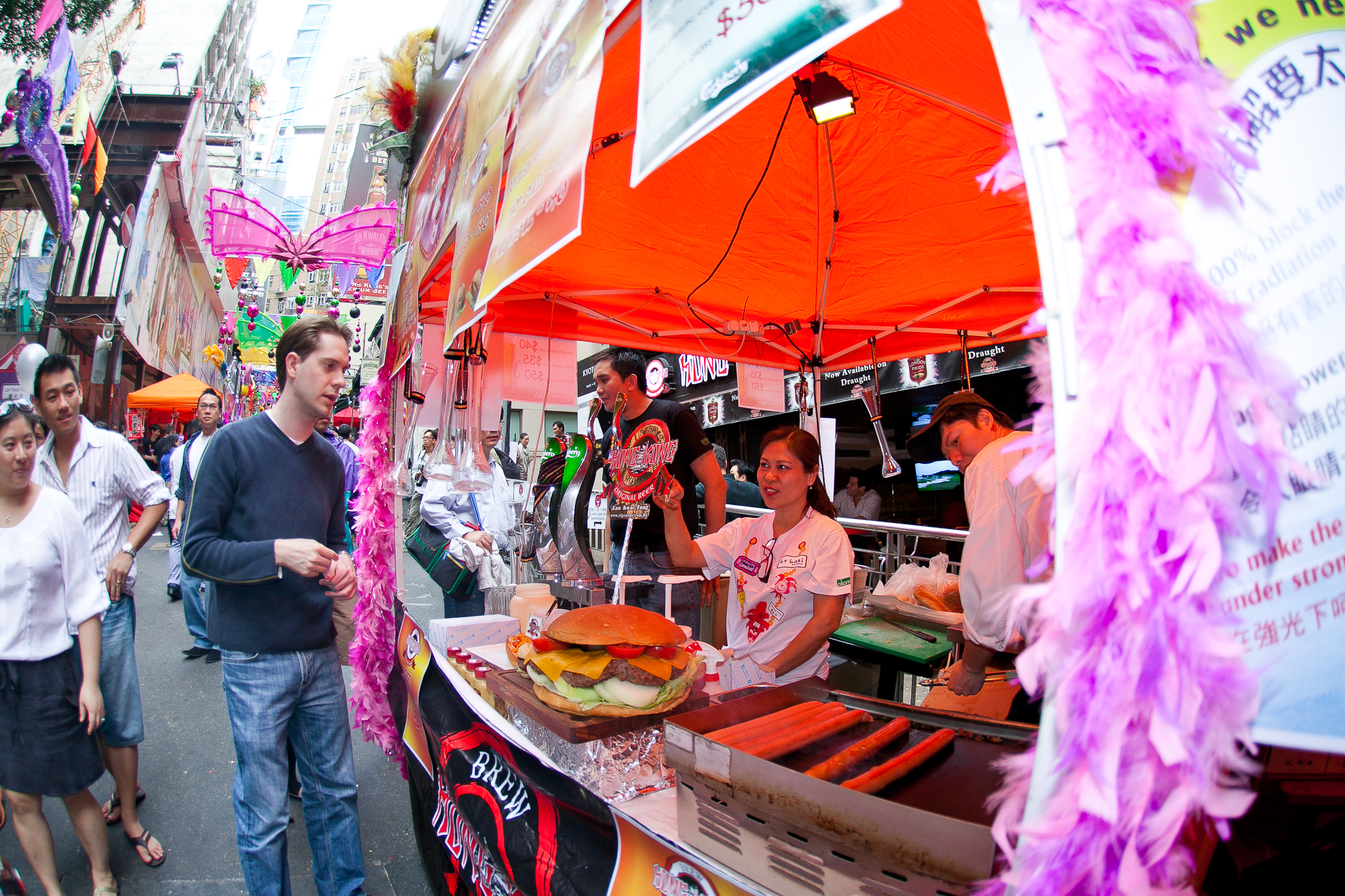
蘭桂坊內設滿各式各樣的攤檔，售賣各國小食
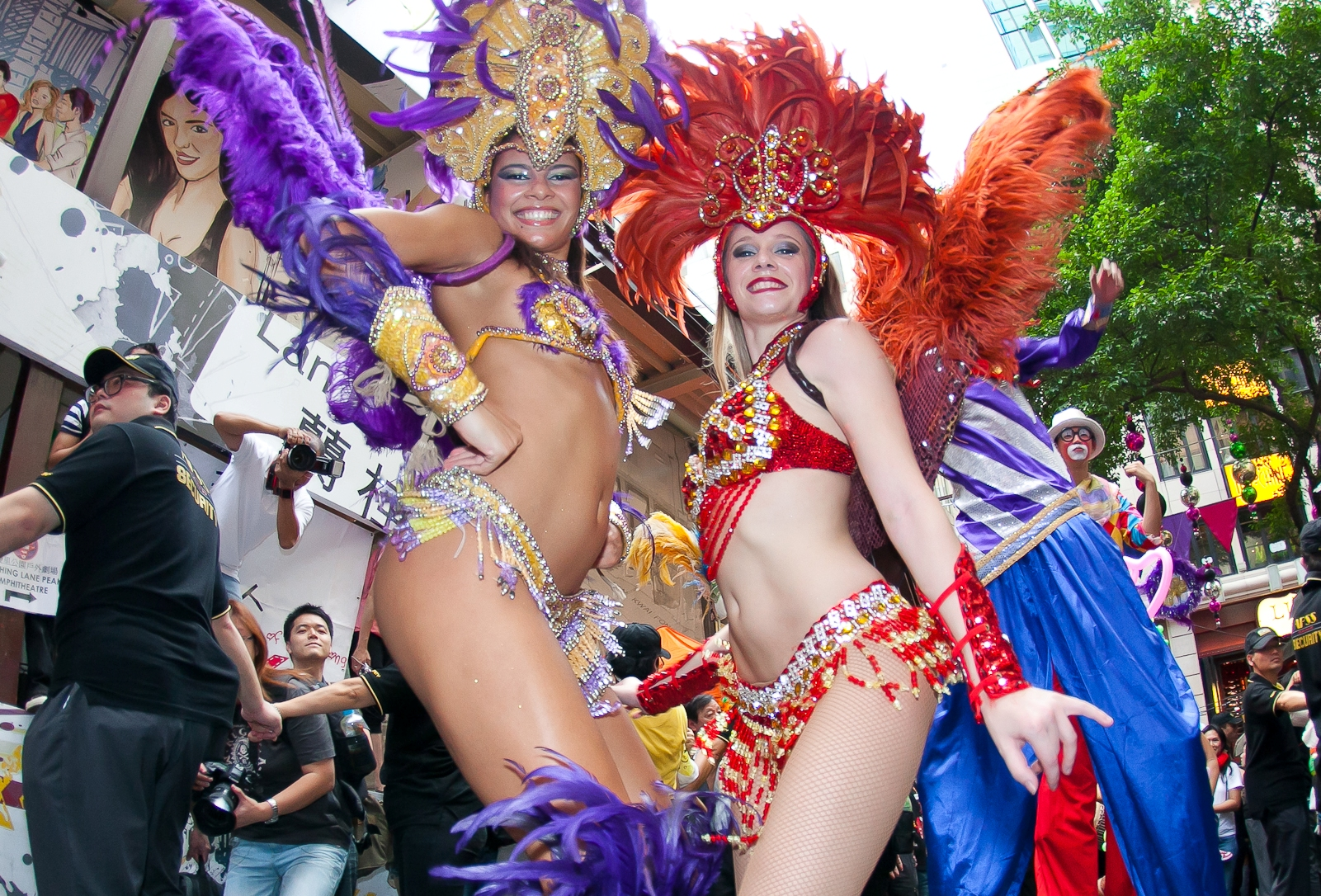
蘭桂坊嘉年華的森巴女郎

## 蘭桂坊音樂啤酒節
蘭桂坊音樂啤酒節由蘭桂坊協會2003年開始主辦，一般於每年7月的其中一個周末舉行。當日各參與活動的餐廳酒吧，以及街上多個攤位將供應超過一百款來自世界各地的啤酒佳釀。於2012年更特設一個小型釀造的啤酒角落，當中提供比利時、丹麥、荷蘭、英美，甚至是日韓以及少數冷門產地的啤酒品牌，而種類及味道方面更元化，除了全有機釀造之外，還有蘋果、朱古力及蜜糖等嶄新口味，以及新鮮生啤等。音樂亦為其一主角，當日將設有表演舞台，其中一個將全日進行搖滾、結他、R&B等音樂表演。其他表演舞台則進行各種比賽，如極受歡迎的「手瓜大格鬥」及「啤酒競飲大賽」，而「勁食挑戰大賽」

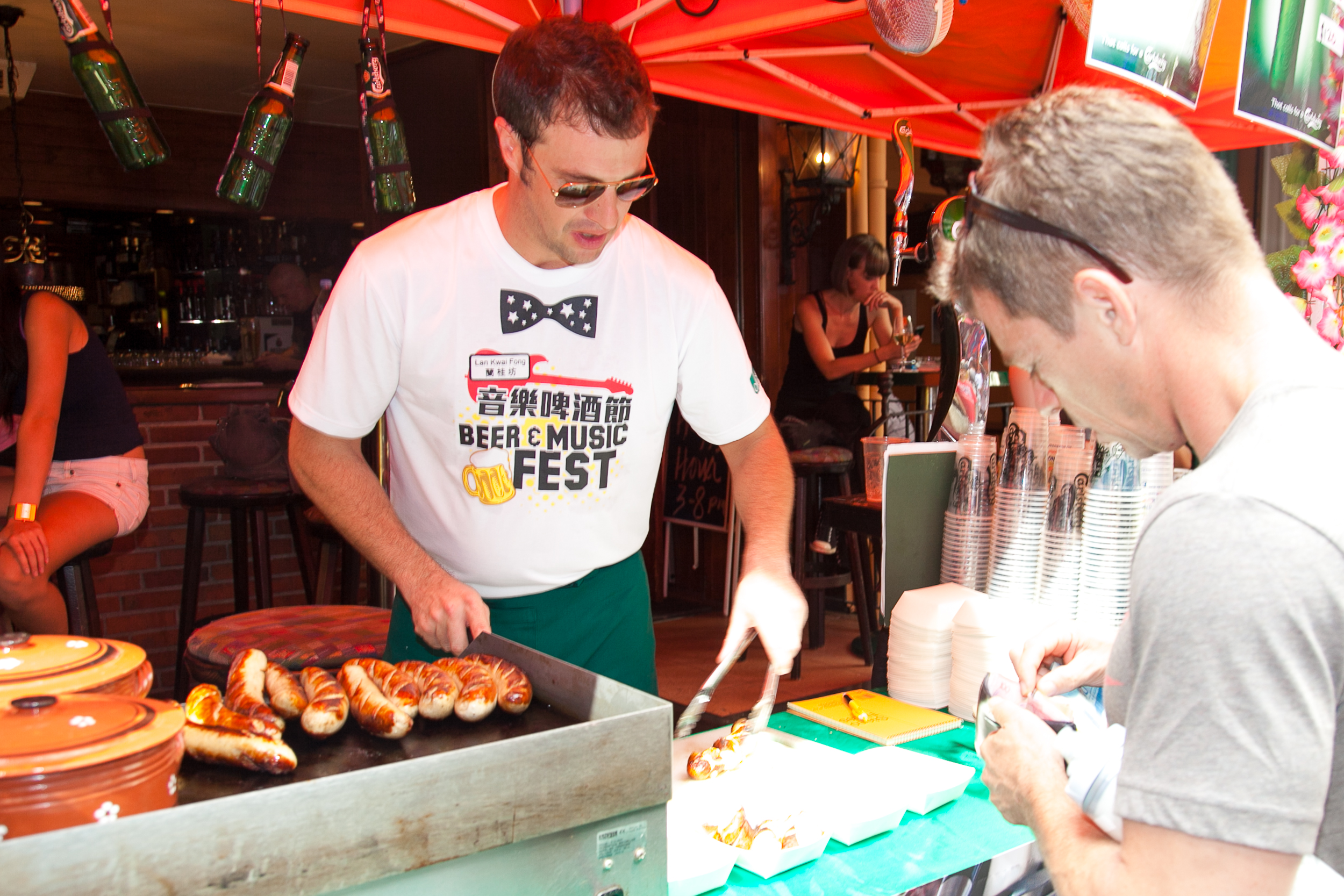
啤酒節當日蘭桂坊內設置不少售賣各國特色小吃的攤擋。
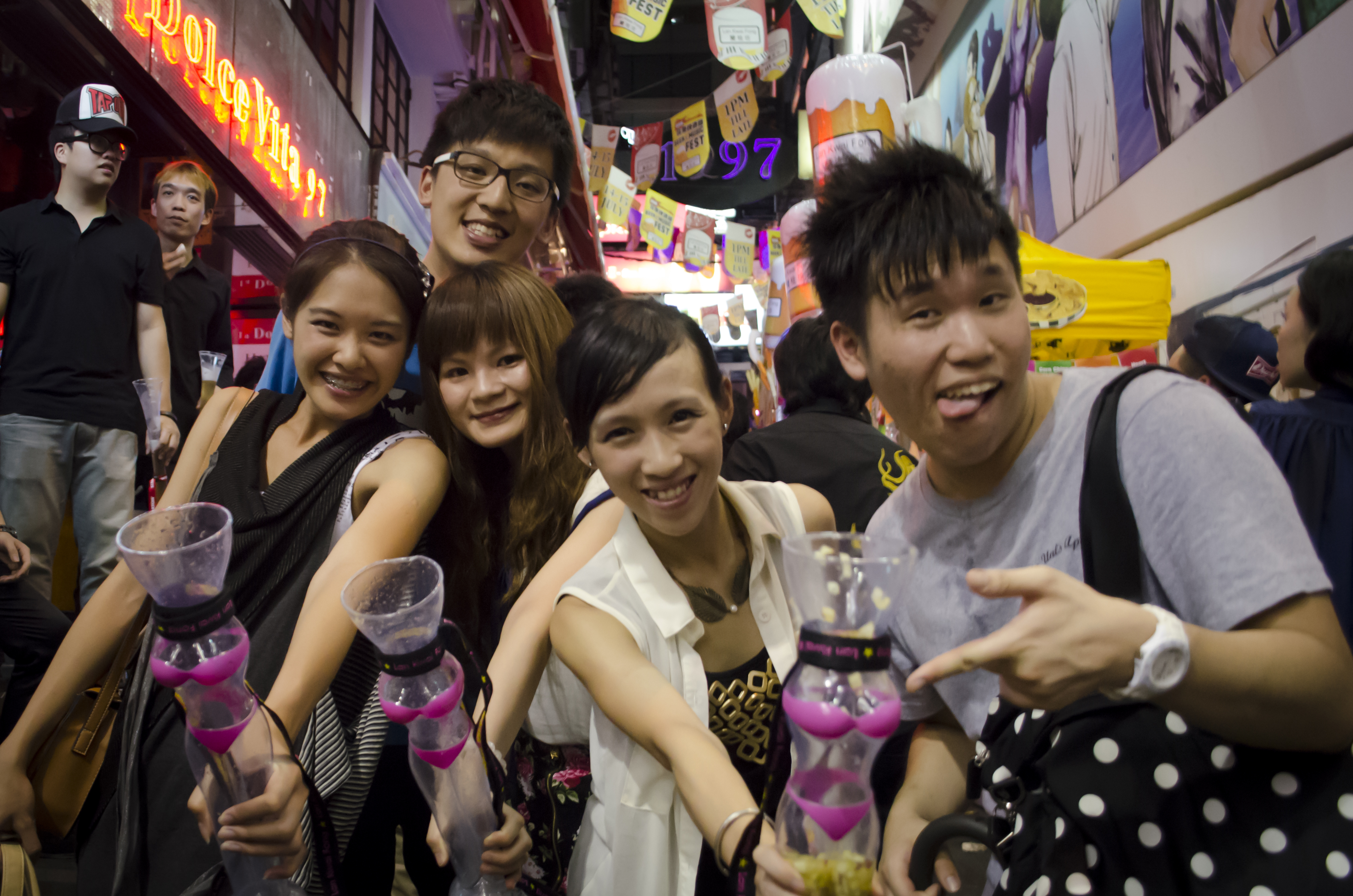
遊人捧著大會特色比堅尼女郎啤酒杯，暢飲冰涼啤酒。
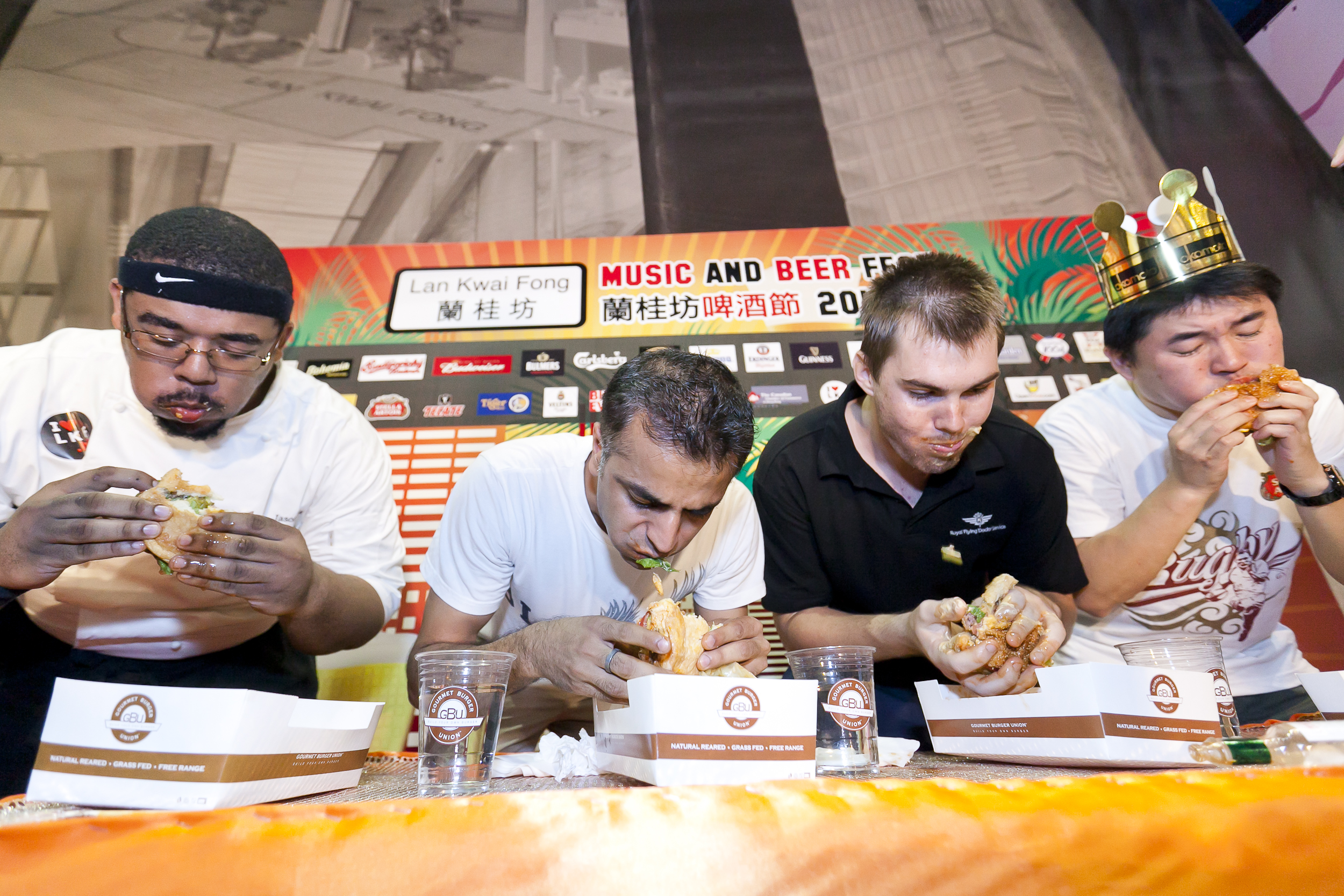
誰會勝出辣辣漢堡飽競食大賽?
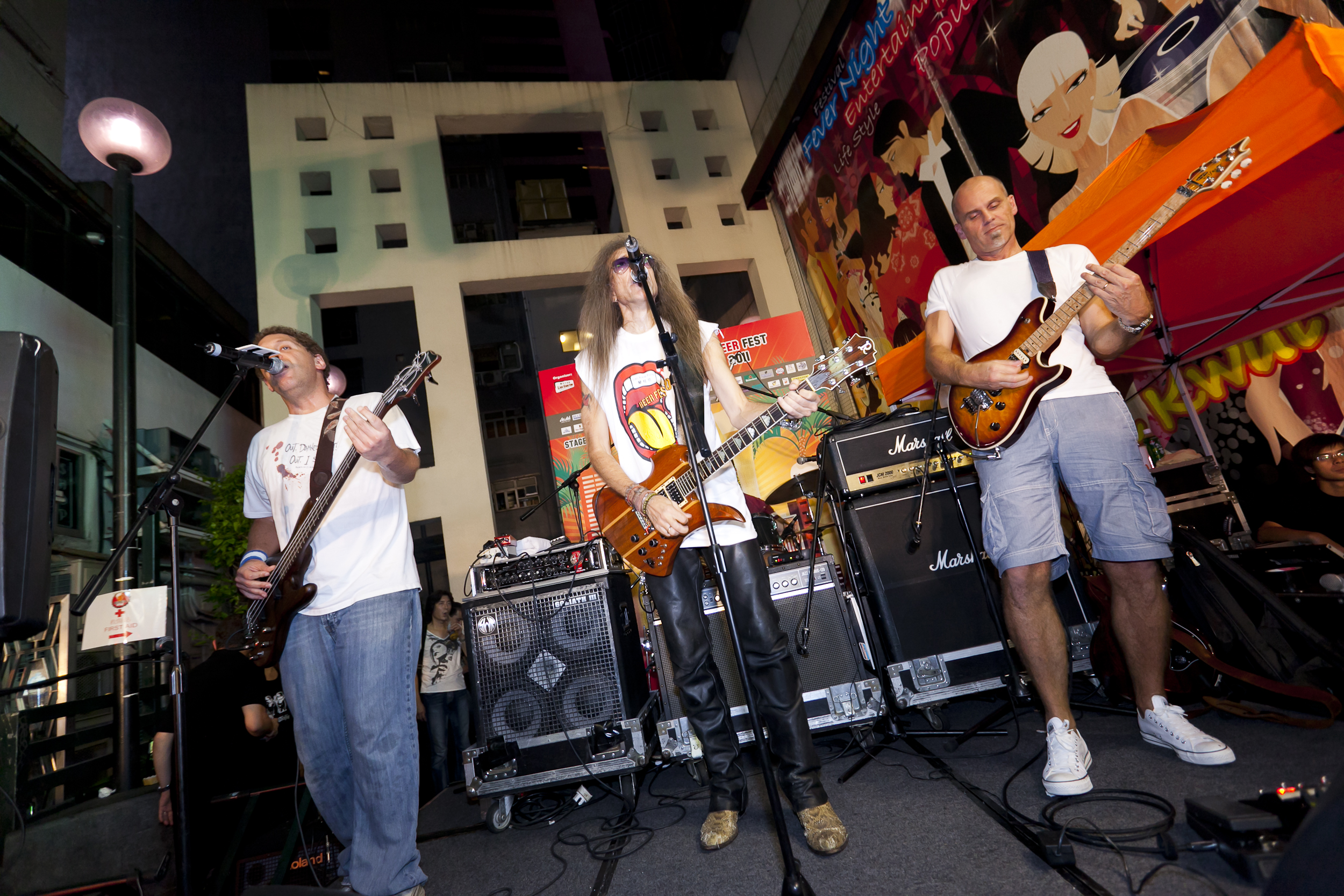
連場精彩音樂表演讓大家都跳動起來！

## 事故

### 1993年蘭桂坊慘劇
蘭桂坊慘劇發生於1993年1月1日元旦，是香港罕見而死傷最嚴重的人群踩踏事故，合共釀成21死62傷。事後時任香港總督彭定康委任按察司包致金獨立調查，又在往後的大型節日慶祝地點採取人群管制措施，避免事故重演。

## 現況
蘭桂坊至今仍然是不少中產階級、夜貓族、外國人消遣和夜蒲的熱門之處。除了酒吧、舞場、卡拉OK等娛樂場所之外，近年該區亦開設不少售賣非酒精類飲品的咖啡店、茶餐廳及快餐店。
2001年11月16日起，蘭桂坊與附近的德己立街及和安里，逢星期五至星期日和公眾假期，在下午5時至翌日凌晨4時劃為行人專用區。2002年5月，每天由下午8時至早上6時禁止車輛駛入；逢星期五至星期日和公眾假期，改為下午7時至凌晨4時實施行人專用區。運輸署於2003年更新蘭桂坊的地磚，配合周邊道路的悠閒式街道設計。
2012年10月推行臨時的士站試驗計劃，逢星期五、六及公眾假期，於威靈頓街（米蘭站對出位置）設立臨時的士站，行人專用區因應時間延長，由晚上7時至早上5時禁止車輛進入，方便市民午夜消遣。

## 流行文化
電視劇集
- 無綫電視曾到蘭桂坊取景拍攝《妙手仁心》、《壹號皇庭》、《逆天奇案》。

香港電影
- 蘭桂坊的酒吧區反映了香港中產階級的特定生活文化，所以經常成為電影及電視劇集的場景，例如電影《重慶森林》、《晚九朝五》、《去年煙花特別多》、《蘭桂坊7公主》[8]、《喜愛夜蒲》、《喜愛夜蒲2》、《喜愛夜蒲3》、《古惑仔：江湖新秩序》等。
- 電影《桃色》不僅以蘭桂坊作為電影的主要場景，亦以「蘭桂坊慘劇」為背景的相關內容。

粵語流行歌曲
- 蘇永康 《蘭桂坊的故事》 (專輯《不想獨自快樂》)
- 葉佩雯 《蘭桂坊的傾斜度》(專輯《RPG》)

## 爭議
近年有香港媒體以「人間妖域」貶稱蘭桂坊，報導引述該處經常發生醉酒鬧事及風化案。

## 外部連結
- 蘭桂坊官方網站 （页面存档备份，存于） (英文)
- 我愛蘭桂坊 （页面存档备份，存于）
- 香港旅遊發展局－蘭桂坊及SoHo荷南美食區 （页面存档备份，存于）